# Indochinese rupsvogel
De Indochinese rupsvogel (Lalage polioptera synoniem: Coracina polioptera) is een vogel uit de familie van de rupsvogels. Het is een vogel die voorkomt in Indochina.

## Kenmerken
De Indochinese rupsvogel is gemiddeld 23 cm lang. De vogel is van boven egaal grijs en heeft geen donker masker. Opvallend zijn de witte stippels aan het einde van de verder donkere staartpennen. De onderstaartdekveren zijn licht gekleurd. Het mannetje is van onder egaal lichtgrijs, het vrouwtje is daar ook lichtgrijs met donkere, fijne streping en ze heeft een lichte oogring.

## Verspreiding en leefgebied
De Indochinese rupsvogel komt voor in grote delen van Myanmar en Thailand en de rest van Indochina. Het is een vogel van halfopen landschappen, secondair bos en tuinen in heuvelland tussen de 300 en 1500 m boven de zeespiegel.
De soort telt drie ondersoorten:
- L. p. jabouillei: centraal Vietnam.
- L. p. indochinensis: van Myanmar tot oostelijk Thailand, centraal Laos en het zuidelijke deel van Centraal-Vietnam.
- L. p. polioptera: zuidelijk Myanmar, zuidelijk Thailand, Cambodja en zuidelijk Vietnam.

## Status
Deze rupsvogel heeft een groot verspreidingsgebied en daardoor is de kans op uitsterven gering. De grootte van de populatie is niet gekwantificeerd. Er is geen aanleiding te veronderstellen dat de soort in aantal achteruit gaat, want de vogel is vrij algemeen in geschikt leefgebied. Om deze redenen staat deze rupsvogel als niet bedreigd op de Rode Lijst van de IUCN.